# Sim e Não
Sim e Não é o quarto álbum de estúdio do cantor Nando Reis, lançado em 2006. Marca a primeira vez que Nando compôs sem influência do álcool e outras drogas. O artista comentou que não tinha sido fácil por sempre ter dependido de substâncias como estimulante para o processo de criação, o que por um tempo teve seus benefícios, mas passou a ser prejudicial.

Duas pessoas próximas a Nando inspiraram duas faixas do álbum: Nani, sua ex-mulher (que inspirou "N"); e Zoe, sua quarta filha, (que inspirou Espatódea). Comentando sobre esta última, Nando explicou que um dia Zoe perguntou quando ele iria compor "O mundo é bão, Zoézinha" (em referência à faixa "O Mundo É Bão, Sebastião!", que Nando havia composto para seu filho Sebastião).
| “ | Eu dei uma enrolada mas ela não caiu. Daí fiz essa música ["Espatódea"]. Diferente dos outros filhos, há em nosso caso uma peculiaridade: ela é ruiva. E a música aborda esse nosso laço. ["Espatodea"] é uma árvore que dá uma flor laranja. Zoé tem um laranja intenso porque é toda branquinha. | ” |

"Monoico" traz "uma torrente de imagens eróticas em que um homem e uma mulher se confundem, até que a diferença entre os sexos não faz mais nenhuma diferença". Nando se referiu a ela como "um manifesto".

## Faixas
1. "Sim"
2. "Sou dela"
3. "N"
4. "Monóico"
5. "Nos seus olhos"
6. "Santa Maria"
7. "Espatódea"
8. "Para luzir o dia"
9. "Como se o mar"
10. "Pra ela voltar"
11. "Caneco 70"
12. "Ti amo"

## Créditos
Conforme fontes:
Os Infernais
- Nando Reis — vocais e violão
- Felipe Cambraia — baixo
- Carlos Pontual — guitarra
- Alex Veley — teclados
- Diogo Gameiro — bateria

Produção
- Max Pierre – direção artística (A&R)
- Nando Reis – produção
- Chico Neves – produção, engenheiro de gravação
- Rodrigo Valle – assistente de gravação
- Walter Costa – mixagem
- Carlos Freitas – masterização
- Sérgio Peixoto – produção executiva
- Wilson Costa – roadie
- Julian Dornellas – roadie

Design
- Geysa Adnet e Gê Alves Pinto – coordenação gráfica
- Carlito Carvalhosa — projeto gráfico e foto das flores
- Washington Possato – foto da banda
- Mari Stockler – foto das flores